# Речові права
Речові права — це права, що встановлюють панування особи над речами і усувають всіх інших осіб від можливості впливу на ці речі. Речові права є абсолютними, тому що вони встановлюють монопольну владу особи над речами.
Суб'єктивне речо́ве пра́во — це право, яке забезпечує задоволення інтересів уповноваженої особи шляхом впливу на річ без участі інших осіб. Тобто задоволення охоронюваних законом інтересів власника здійснюється шляхом взаємодії з належними йому речами при забезпеченні відповідної поведінки з боку третіх осіб. Речові права встановлюються законом, а у випадках, передбачених законом, можуть встановлюватися правочином (договором) або рішенням суду.
Речовими правами є:
- Право власності

Речовими правами на чуже майно є:
- право володіння
- право користування (сервітут)
- право користування земельною ділянкою для сільськогосподарських потреб (емфітевзис)
- право забудови земельної ділянки (суперфіцій).

Законом можуть бути встановлені інші речові права на чуже майно.
Права на чужі речі відомі правовим системам багатьох країн світу. Однак до прийняття нового Цивільного кодексу України цивільне законодавство нашої країни не знало цих цивільно-правових інститутів.
Не можуть бути об'єктом речових прав речі, що вилучені з цивільного обігу.
Суб'єктами речових прав можуть бути фізичні та юридичні особи, територіальні громади, Автономна Республіка Крим і держава.
Речові права в разі їх порушення захищаються позовами, предметом яких є безпосередньо речі (речові позови). Ці позови йдуть слідом за речами і подаються до того, хто на даний момент незаконно володіє річчю або створює перешкоди у користуванні нею. Речові права уповноважених осіб підлягають такому самому захисту, як і права власника.
В Україні речові права підлягають державній реєстрації відповідно до Закону в Державному реєстрі речових прав на нерухоме майно.